# Col Collon
Pour les articles homonymes, voir Collon.
Le col Collon est un col des Alpes pennines à 3 068 mètres d'altitude entre le val de Bionaz (Valpelline) en Vallée d'Aoste, et le val d'Hérens, en Valais.
Les sommets principaux des alentours sont :
- pointe Kurz - 3 496 mètres ;
- mont Collon - 3 637 mètres ;
- pic d'Oren - 3 532 mètres ;
- L'Évêque - 3 717 mètres ;
- mont Brûlé - 3 538 mètres ;
- pic Vannette - 3 361 mètres.

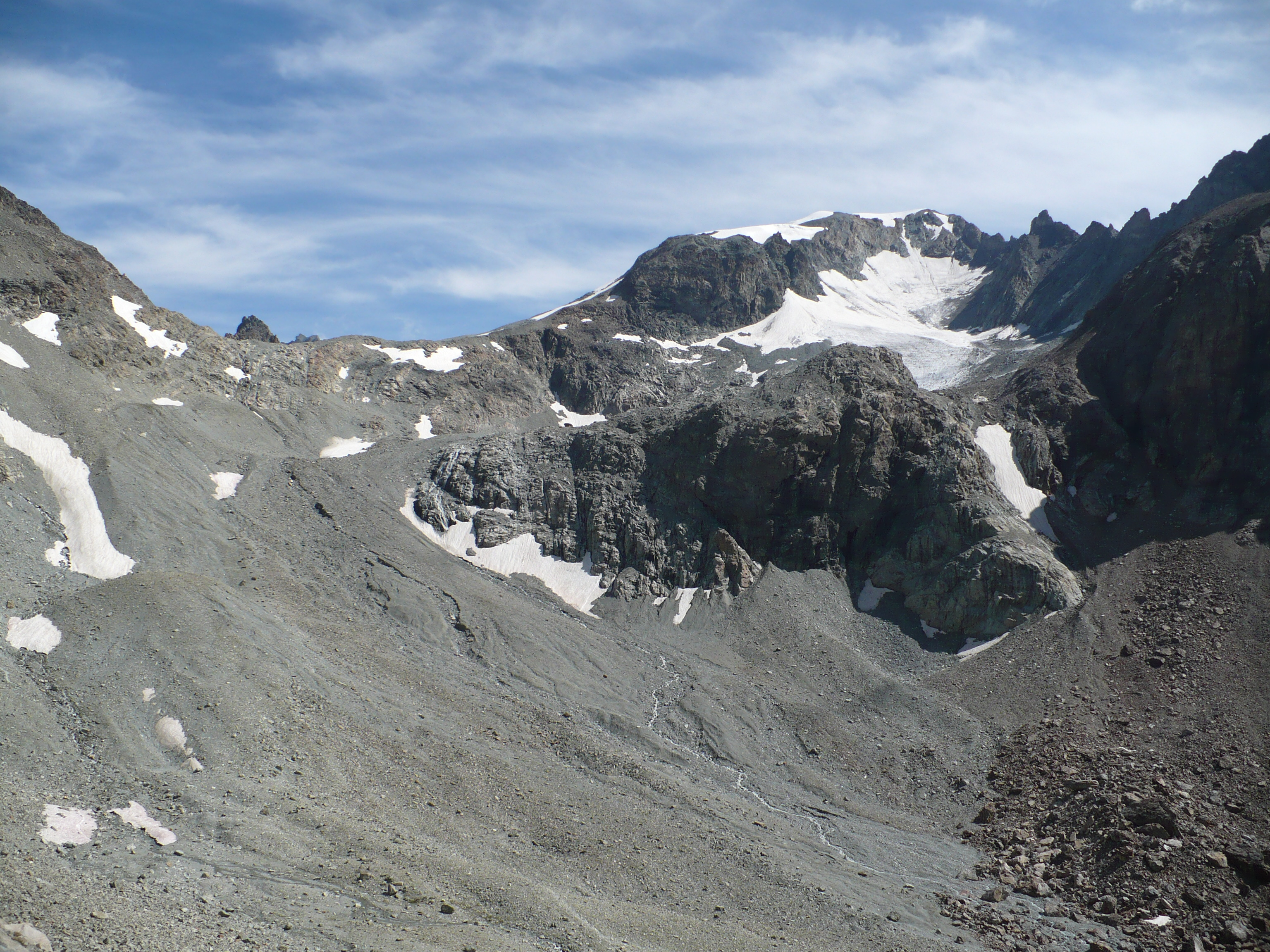
Le col Collon du versant italien, et, à droite, la pointe Kurz.

Dans le passé, surtout en été, ce col était utilisé pour les échanges de marchandises entre le Valais et la vallée d'Aoste.
Sur le versant italien, juste en dessous du col se trouve le refuge Nacamuli.
Ce col fait partie du Tour du Cervin. La course Collontrek l'emprunte tous les deux ans.